# 박경
박경(朴經, 1992년 7월 8일 ~ )는 대한민국의 래퍼이자 작사가, 작곡가, 프로듀서이며, 대한민국의 보이 그룹 블락비의 리드래퍼를 맡고 있다. 2011년 블락비로 데뷔했다. 2019년 11월 “바이브처럼 송하예처럼 임재현처럼 전상근처럼 장덕철처럼 황인욱처럼 사재기 좀 하고 싶다”라는 글을 게재하여 소문으로 떠돌던 가요계 음원 사재기 의혹을 제기하여 그것이 알고싶다에서도 다뤄졌으나 실명이 거론된 가수 측에서 법적 대응에 나서 7건이 접수되어 경찰이 조사한 끝에 2020년 6월 17일 정보통신망 등 이용촉진 및 정보보호에 관한법률(명예훼손) 위반 불구속기소 의견으로 검찰에 송치되었다. 10월에는 학교폭력 가해자 논란을 개인 트위터 계정으로 인정하였다. 소속사를 통해 입장을 전하기엔 자신이 더 부끄러워 질 것 같다고 덧붙였다.

## 학력
- 서울마포초등학교 (졸업)
- 당산서중학교 (졸업)
- 환일고등학교 (중퇴)
- 고등학교 졸업학력 검정고시 (합격)
- 인하대학교 연극영화학과 (재학)

## 음반

### 솔로

#### 싱글
| 제목                                       | 연도 | 순위 | 판매량          | 음반 |
| 제목                                       | 연도 | KOR  | 판매량          | 음반 |
| ------------------------------------------ | ---- | ---- | --------------- | ---- |
| 보통연애 (Feat. 박보람)                    | 2015 | 1    | - KOR: 887,812+ |      |
| 자격지심 (Feat. 은하 Of 여자친구)          | 2016 | 2    |                 |      |
| 너 앞에서 나는 (Feat. 브라더수)            | 2017 |      |                 |      |
| 인스턴트 (Feat. SUMIN)                     | 2018 |      |                 |      |
| 귀차니스트                                 | 2019 |      |                 |      |
| 사랑을 한 번 할 수 있다면 (Feat. 제이레빗) | 2019 |      |                 |      |
| 새로고침 (Feat. 강민경 of 다비치)          | 2020 | 1    |                 |      |

### 랩, 작사, 작곡 및 프로듀싱
- 블락비
  - "Do U Wanna B?" - Wanna B, 그대로 멈춰라!, 나만 이런거야?
  - "New Kids on the Block" - Halo, 가서 전해, U Hoo Hoo
  - "Welcome To The Block" - LOL, 난리나, 했어 안했어, 싱크로율 100%, Action
  - "‘Welcome To The Block’ Repackage" - 눈감아줄께
  - "Blockbuster" - 11:30, Interlude, 닐리리맘보, Mental Breaker, 장난없다 (No Joke), Movie's Over, 로맨틱하게
  - "Very Good" - Very Good, 빛이 되어줘, 언제 어디서 무엇을 어떻게 (박경 Solo), Nice Day
  - "HER" - 보기 드문 여자, HER, JACKPOT, 이제 날 안아요
  - "Toy" - 몇 년 후에, Toy, 사랑이었다
  - "MONTAGE" - Shall we Dance, My Zone

- 박경
  - 보통연예 - 보통연예 (Feat. 박보람)
  - 자격관심 - 자격지심 (Feat. 은하 of 여자친구)
  - 오글오글 - 오글오글
  - NOTEBOK  - 너 앞에서 나는 (Feat. 브라더수), 잔상 (Feat. 윤현상)

## 출연 작품
| 연도            | 제목            | 방송사 |      |
| --------------- | --------------- | ------ | ---- |
| 2015년 ~ 2019년 | 《문제적 남자》 | tvN    | 고정 |

### 텔레비전 프로그램
- 2015년 tvN 《문제적 남자》
- 네이버 TV 《꽃미남 브로맨스》
- 2018년 MBC 《미스터리 음악쇼 복면가왕》 - 키트 장기주차 되나요? 전격 Z 작전 <참가자>
- 2019년 MBC 《구해줘! 홈즈》 1회, 2회
- 2019년 채널A 《리와인드 - 시간을 달리는 게임》

### 라디오 프로그램
- MBC FM4U 《박경의 꿈꾸는 라디오》 - 1월 7일부터 4주간 임시 DJ
- MBC FM4U 《박경의 꿈꾸는 라디오》 - 4월 1일 ~ 2020년 4월 26일

### 기타
- 2016년 5월 대한적십자사 RCY 홍보대사